# Józef Krakowski
Józef (Szaja) Krakowski, ps. „Częstochowski”, „Józio”, „Ferdek” (ur. 29 czerwca 1914 w Rozprzy, zm. 25 kwietnia 1986 we Frankfurcie nad Menem) – działacz komunistyczny, oficer Urzędu Bezpieczeństwa.

## Życiorys

### Okres przedwojenny
Pochodził z żydowskiej rodziny Ignacego (Izraela) i Karoliny. Od 1928 członek komunistycznej organizacji dziecięcej „Pionier”. 7 lipca 1929 wstąpił do ZMK/KZMP. Wszedł w skład Komitetu Miejskiego ZMK, łącznik, utrzymywał tzw. „przyjazdówkę” w Hotelu Kupieckim w Częstochowie. Wskutek dekonspiracji w 1923 przeniósł się do Łodzi, gdzie działał w Komitecie Dzielnicowym (KD) KZMP Prawa Śródmiejska i był kierownikiem biura „Pioniera” na miasto Łódź. Odpowiadał za organizację masowych demonstracji w mieście. W czasie strajku włókniarzy w 1933 był przewodniczącym Komitetu Strajkowego, za co został aresztowany podczas manifestacji 15 marca 1933 i skazany na rok więzienia. Podczas odbywania kary w Sieradzu wstąpił do Komunistycznej Partii Polski. Po wyjściu z więzienia został sekretarzem KD KZMP Bałuty oraz sekretarzem Lewicy Związkowej. Członek Międzyzwiązkowej Komisji Związków Zawodowych. Był delegatem związkowym w fabryce włókienniczej N. Eitington i S-ka, w której pracował. Został stałym członkiem komitetu jednolitofrontowego. Poszukiwany przez policję, w 1938 przeniósł się do Warszawy, a następnie został skierowany do Komitetu Okręgowego (KO) KPP Zagłębia Dąbrowskiego.

### II wojna światowa
We wrześniu 1939 udał się na tereny zajęte przez Armię Czerwoną. Działacz lwowskich sowieckich związków zawodowych – pracował w fabryce farb i lakierów. W 1941 został przyjęty do WKP(b) z zaliczeniem stażu partyjnego od 1928. Po wybuchu wojny niemiecko-sowieckiej zmobilizowany do Armii Czerwonej, służył w 178 pułku piechoty i walczył pod Podhajcami, Zbarażem i Kijowem. Ranny w czasie walk, po wyjściu ze szpitala wezwany do Moskwy przez Komitet Wykonawczy Kominternu. Za zgodą MK wyjechał do Buzułuku, do armii gen. Andersa, gdzie został przydzielony do 27 pułku piechoty, jednak w dniu wyjazdu do Iranu otrzymał kategorię „E” (niezdolny do służby wojskowej) i został pozostawiony w ZSRR. 23 maja 1943 wstąpił do 1 Dywizji Piechoty im. Tadeusza Kościuszki. Od 20 sierpnia 1943 do 6 lutego 1944 zastępca dowódcy batalionu 3 pułku piechoty do spraw polityczno-wychowawczych. Po bitwie pod Lenino mianowany porucznikiem i odznaczony Brązowym Medalem Zasłużonym na Polu Chwały i sowieckim Orderem Czerwonej Gwiazdy. Na początku 1944 został zastępcą 9 pułku piechoty w 3 Dywizji Piechoty im. Romualda Traugutta, a następnie zastępcą dowódcy do spraw polityczno-wychowawczych samodzielnego batalionu szturmowego. Po utworzeniu Polskiego Sztabu Partyzanckiego odkomenderowany do Brygady Partyzanckiej „Grunwald” jako zastępca dowódcy ds. polityczno-wychowawczych. Po jej rozwiązaniu objął tę samą funkcję w Brygadzie im. Wandy Wasilewskiej. Wstąpił do PPR. Po rozformowaniu Brygady 2 sierpnia 1944 został skierowany do Lublina, gdzie był zastępcą pełnomocnika KC PPR i PKWN na dzielnicę Pragę. 14 września 1944 przemawiał na pierwszym ogólnym zebraniu członków PPR dzielnicy Pragi.

### Działalność powojenna
Absolwent kursu NKWD w Kujbyszewie. Od 6 listopada 1944 do 19 stycznia 1945 był zastępcą kierownika Wydziału Ochrony Rządu MBP. 16 stycznia 1945 wraz z gen. Władysławem Korczycem otrzymał polecenie przygotowania na 19 stycznia defilady w wyzwolonej Warszawie. Następnie został wyznaczony przez KC na II sekretarza Komitetu Łódzkiego (KŁ) PPR. 21 stycznia 1945 został komendantem gmachu Wojewódzkiego Urzędu Bezpieczeństwa Publicznego w Łodzi, a 27 stycznia 1945 mianowany zastępcą kierownika tegoż WUBP. Na tym stanowisku pozostawał do czerwca, następnie został przeniesiony do WUBP w Gdańsku na analogiczne stanowisko. Od końca września 1945 był zastępcą szefa WUBP w Warszawie (do listopada 1948). Członek Warszawskiego Komitetu Wojewódzkiego (WKW) PPR, delegat na Ogólnokrajową Naradę PPR i I Zjazd PPR w grudniu 1945. Pod koniec 1948 został zdemobilizowany w stopniu pułkownika WP. Od 1949 był naczelnym dyrektorem Polskiego Biura Podróży „Orbis” (do 1 stycznia 1957). Potem do 1968 pracował w Przedsiębiorstwie „Film Polski” jako szef produkcji zespołu „Kamera”. 9 lutego 1959 decyzją Zespołu Orzekającego Centralnej Komisji Kontroli Partyjnej (CKKP) PZPR został ukarany naganą z ostrzeżeniem m.in. za wykorzystywanie stanowiska służbowego dla osiągania własnych korzyści, kumoterską politykę kadrową i brak nadzoru nad gospodarką podległych przedsiębiorstw. W kwietniu 1968 został zwolniony z pracy, a we wrześniu 1968 wydalony z PZPR. Wyemigrował do RFN, gdzie zmarł. Ojciec Andrzeja Krakowskiego.

## Ordery i odznaczenia
- Order Krzyża Grunwaldu III klasy
- Krzyż Kawalerski Orderu Odrodzenia Polski (10 października 1945)[1]
- Złoty Krzyż Zasługi
- Krzyż Partyzancki
- Brązowy Medal „Zasłużonym na Polu Chwały”
- Medal za Warszawę 1939–1945
- Medal Zwycięstwa i Wolności 1945
- Order Czerwonej Gwiazdy (26 października 1943)[2]